# El Naranjo, Sultepec
El Naranjo är en ort i kommunen Sultepec i delstaten Mexiko i Mexiko. Samhället hade 126 invånare vid folkräkningen 2020.